# Robert Vaden
Robert Anthony Vaden (Indianapolis, 3 marzo 1985) è un ex cestista statunitense.

## Carriera
Ha iniziato il periodo collegiale presso l'Indiana University di Bloomington, ma poi si è trasferito alla University of Alabama at Birmingham da cui è uscito nel 2009.
Nella stagione 2009-10 ha giocato la sua prima stagione da professionista nel campionato italiano di Legadue, tra le file dell'Aget Imola dove segna 17 punti a partita.
L'anno seguente partecipa ad una summer league con i colori degli Oklahoma City Thunder, ma non riceve un'offerta di contratto. Passa allora in D-League con i Tulsa 66ers, rimanendo fino al termine della stagione prima di essere richiamato dai Thunder, che però non lo schierano nelle rimanenti partite.
Complice il lockout che ha fermato la partenza della successiva stagione NBA, Vaden si accorda con gli slovacchi del Nitra firmando un contratto con NBA Escape che prevede un suo ritorno in America qualora il campionato dovesse avere inizio.
Il 3 agosto 2012 torna in europa firmando per i tedeschi del Telekom Bonn, dove viene tagliato a fine aprile 2013 causa positività alla cannabis.